# Inni í Dal
Inni í Dal es un estadio de fútbol ubicado en la isla de Sandoy, Islas Feroe. El estadio tiene capacidad para 350 personas y está equipado con Césped artificial. Fue inaugurado en 1970 y renovado en 2010.